# Dima (virus máy tính)
Dima là virus máy tính phát hiện vào tháng 10 năm 1992 tại USSR. Nó là loại virus không cư trú, nhiễm trực tiếp vào chương trình .COM và .EXE, bao gồm COMMAND.COM.
Dòng văn bản sau được tìm thấy trong các chương trình bị nhiễm virus:
```
"*.COM"                
"*.exe"                
"OMtE"                
"The -9pm-."                
"Call the Dima & Dima corporation if it will be difficult."

```